# ماتيو أليماني
ماتيو أليماني فونت (بالإسبانية: Mateu Alemany Font؛ مواليد 24 فبراير 1963) هو مدير تنفيذي إسباني يشغل منذ مارس 2021 منصب مدير كرة القدم في نادي برشلونة. بين عامي 2000 و2005 كان رئيسًا لريال مايوركا، وعاد لتولي هذا المنصب في 15 يناير 2009. بين 2017 ونوفمبر 2019 كان مديرًا عامًا في نادي فالنسيا.
ولد أليماني في 24 فبراير 1963 في أندتراكس، ميورقة. في عام 1985 حصل على إجازة في القانون من جامعة جزر البليار. حصل لاحقًا على درجة الماجستير في المحاسبة المالية.